# Version (exercice)
Pour les articles homonymes, voir Version.
La version est un exercice de traduction consistant à traduire dans la langue maternelle du traducteur un texte écrit dans une langue étrangère. La version est l'un des principaux exercices écrits employés dans l'apprentissage des langues étrangères, aussi bien les langues vivantes que les langues anciennes. L'exercice en sens inverse est appelé thème.

## Objectifs de l'exercice
Les conditions nécessaires à la réussite d'une version sont en grande partie les mêmes que celles qui sont nécessaires à la réalisation d'une bonne traduction de manière générale. Le traducteur doit bien maîtriser à la fois la langue qu'il traduit et sa propre langue, afin de pouvoir comprendre le texte et en restituer précisément le sens dans sa langue maternelle. La bonne compréhension du sens du texte ne repose pas seulement sur la connaissance « technique » de la langue de départ (grammaire, vocabulaire, faux-amis, idiotismes...) : elle réclame aussi de bien connaître la culture à laquelle appartient le texte à traduire, afin de reconnaître les allusions à des éléments de civilisation particuliers, comme les allusions à des événements historiques ou à des réalités du quotidien. L'exercice de la version vérifie donc à la fois la connaissance technique d'une langue étrangère, la maîtrise écrite de la langue maternelle, et la culture générale nécessaire à la compréhension du texte.
Faire des versions permet donc de s'améliorer dans la connaissance d'une langue étrangère, en apprenant à comprendre le sens d'un texte de plus en plus long, mais aussi d'améliorer son expression écrite dans sa propre langue, puisque l'on doit devenir capable de traduire précisément le texte de départ sans pour autant « coller » aux constructions grammaticales de la langue d'origine (par exemple, l'anglais, le latin et le grec ancien font un usage abondant des participes, qui sont nettement moins fréquents en français), et savoir adapter son style à celui du texte d'origine, en particulier pour tout ce qui concerne les niveaux de langage (soutenu, familier voire vulgaire, ou au contraire précieux ou vieilli).

## La version dans le système français
En France, de nombreux examens et concours comportent des versions (en langues vivantes et/ou anciennes) parmi leurs épreuves écrites. Dans le système français, le barème de la version (quelle que soit la langue) comporte trois types de fautes principaux, par gravité croissante : le faux sens, le contresens et le non-sens. Dans les autres pays, les exercices équivalents utilisent des catégories d'erreurs différentes, assez variables d'un pays à l'autre.
- Le faux sens est une erreur de traduction d'un mot ou d'un membre de phrase qui ne s'écarte pas beaucoup de leur sens correct.
- Le contresens se produit lorsque la traduction d'un mot ou d'un membre de phrase dit véritablement le contraire de ce que serait le sens exact.
- Enfin, on parle de non-sens lorsque le résultat de la traduction est absurde ou incohérent dans la langue d'arrivée, c'est-à-dire que le texte serait complètement incompréhensible si on le lisait seul (sans se reporter au texte dans la langue de départ).

Il existe également d'autres erreurs moins graves :
- Les « mal dit », « très mal dit » et assimilés signalent une maladresse ou une lourdeur dans la traduction.
- Une mauvaise orthographe est sanctionnée.